# Rhys Ifans
Rhys Ifans (nascut com Rhys Owain Evans) és un actor i músic d’origen gal·les. Va néixer el dia 22 de juliol de 1967 a Haverfordwest, capital de Pembrokeshire, a Gal·les. És conegut sobretot per les seves actuacions a Notting Hill, Harry Potter i les relíquies de la mort, The Amazing Spider-Man i per ser guanyador d’un premi BAFTA al millor actor de televisió. És fill de Beti Wyn Davies i Eirwyn Evans.

## Biografia
Rhys Ifans, de nacionalitat britànica nascut a Haverfordwest, a Gal·les amb el seu nom real, Rhys Owain Evans.
És fill de Beti Wyn professora d’infantil i Erwin Evans professor d’escola primaria, ambdós dedicats tota la seva vida a l’ensenyament i germà de Llŷr Evans, conegut també com a actor.
Rhys Ifans, va realitzar i començar a estudiar a la Ysgol Pentrecelyn School, on enseñaba la seva mare, per continuar va anar a l’escola de secundària a la ciutat de Mold, Flintshire i per a finalitzar va estudiar a la Royal Scottish Academy amb 18 anys.
Va abandonar Gal·les per a estudiar actuació a la ciutat de Londres, Gran Bretanya, a través d’una beca, a Londres va completar la seva formació a l’Escola de Música i Drama Guidhall. 
La seva principal llengua era el Gales, per part materna, per tant va començar treballant en diverses produccions de televisió amb l’idioma, en un canal el qual es transmet exclusivament a Gal·les, el canal SC4.

## Trajectòria
Va començar treballant en diverses feines de televisió, dirigides exclusivament a gales, però la seva carrera va començar quan va fer reconegut mundialment per la seva actuació a Notting Hill, on actuava del company de pis del personatge de Hugh Grant, per aquest paper va ser nominat a dos premis, un BAFTA al millor actor de repartiment i als Satellite Award a la mateixa categoria.
A partir del nou mil·lenni va participar en diverses pel·lícules com la famosa i exitosa comèdia “Little Nicky”.
La seva carrera continua, fent sobretot papers secundaris en obres cinematogràfiques i curtmetratges en les que ha treballat amb importants figures de l'espectacle.(2)
El 2010, i va sorgir una oportunitat que li va llançar a la fama i es va fer conèixer, va tenir oportunitat de formar part de l’elenc d’una de les sagues més exitoses de l’última dècada, Harry Potter, on interpretava a Xenophilius Lovegood, el pare de l’estudiant Luna Lovegood, exactament a la pel·lícula de “Harry Potter i les relíquies de la mort”.
El 2012 va endinsar-se en un altre de les sagues de pel·lícules de superherois molt conegudes, Spider-Man, interpretant al Doctor Curt Connors.
Seguint des del 2016 ha continuat participant en pel·lícules generalment fent papers secundaris, com a la película “Alícia a través del espejo” en la qual va interpretar al pare d’un dels protagonistes el “sombrerero loco”.
I l’any 2022 va participar i actuar a “La casa del Dragon” preqüela de “Game of Thrones”, interpretant a Otto Hightower, un personatge amb el qual s’ha donat a conèixer.
Fins al 2023 ha continuat fent papers secundaris a diverses pel·lícules, a part ha estat gravant més parts de pel·lícules en les quals interpreta personatges que ja havia interpretat abans, com a la següent pel·lícula de Spider-Man, en la qual continua fent de Dr.Curt Connors.

## Filmografia

### Cine i Televisió
| Any  | Pel·lícules | Personatge                                                                         |
| ---- | --- | ---------------------------------------------------------------------------------- |
| 1995 | Streetlife | Kevin                                                                              |
| 1996 | August | Griffiths                                                                          |
| 1997 | Twin Town The Deadness of Dad | Jeremy Lewis Uncle Dai                                                             |
| 1998 | El ball d'agost | Gerry Evans                                                                        |
| 1999 | Notting Hill You’re Dead Janice Beard 45 WPM Heart | Spike Eddie Sean Alex Madden                                                       |
| 2000 | Little Nicky Equipo a la fuerza Love, Honor and Obey Robbie the Reindeer: Hooves of Fire Kevin & Perry: ¡Hoy mojamos! Rancid Aluminium                                             | Adrian Nigel Matthew Head Elf Eye Ball Paul Pete Thompson                          |
| 2001 | Negocios Sucios Atando cabos Human Nature Cuento de Navidad, de Charles Dickens Hotel                                                                                              | Iki Beaufield Nutbeem Puff Bob Cratchit (voz) Trent Stoken                         |
| 2002 | Érase una vez en los Midlands | Dek                                                                                |
| 2003 | El amor está en el aire | Danny Morgan                                                                       |
| 2004 | La feria de las vanidades El intruso Not Only But Always Burst | William Dobbin Jed Peter Cook -                                                    |
| 2005 | Alta sociedad | Colin                                                                              |
| 2006 | Garfield 2 | McBunny (voz)                                                                      |
| 2007 | Hannibal Rising Elizabeth: l'edat d'or Four Last Songs | Vladis Grutas Robert Reston Dickie                                                 |
| 2008 | A Number Come Here Today Los confidentes | Salter’s Sons Alex Roger                                                           |
| 2009 | Las vidas posibles de Mr. Nobody Radio encubierta | Nemo’s Father Gavin                                                                |
| 2010 | Harry Potter y las Relíquies de la mort - Part 1 La niñera mágica y el Big Bang Exit Through the Gift Shop Greenberg Mr. Nice                                                      | Xenophilius Lovegood Phil Green Narrator Ivan Schrank Howard Marks                 |
| 2011 | Anonymous Neverland Passion Play The Organs Grinder’s Monkey | Edward de Vere Capitan Garfio Sam Rhys                                             |
| 2012 | The Amazing Spider-Man Eternamente comprometidos The Amazin Spider-Man T4 Premiere Special                                                                                         | Dr.Curt Connors Winton Childs -                                                    |
| 2013 | Mi otro yo | Don Delussey                                                                       |
| 2014 | Serena Lio en Brodway | Galloway Seth Gilbert                                                              |
| 2015 | Madame Bovary Len and Company Dan y Wenallt The Marriage of Reason & Squalor | Monsieur Lheureux Len Helmut Mandragorass                                          |
| 2016 | Alicia a través del espejo Snowden Berlin Station | Zanik Hightopp Corbin O’Brian Hector DeJean                                        |
| 2018 | The Parting Glass | Karl                                                                               |
| 2019 | Secretos de Estado | Ed Vulliamy                                                                        |
| 2020 | Rompiendo las normas Last Call | Eric Morley Dylan Thomas                                                           |
| 2021 | Spider-Man: No Way Home The King's Man La cha cha | Dr. Curt Connors Grigori Rasputin Jeremiah                                         |
| 2022 | La Casa del Dragón El gran Maurice Spider-Man: Todos los caminos conducen a No Way Home Spider-Man: No Way Home - The More Fun Stuff Version The King’s Man: The Great Game Begins | Otto Hightower Keith Mackenzie (archive footage) Dr. Curt Connors Grigori Rasputin |
| 2023 | NYAD Mother, Couch! Fiona | John Bartlett Gruffudd Pianist                                                     |
| Ref. | . | .                                                                                  |

## Música
Rhys Ifans ha estat participant de la banda de rock Super Furry Animals, va ser el vocalista principal durant un temps.
Des del 2007, Rhys Ifans ha cantat amb diverses bandes, com la banda de rock psicodèlic. T’he Peth, amb el Dafydd leuan del grup Súper Furry Animals, que van tocar en diversos concerts durant el 2008.

## Premis i Nominacions
| Premis BAFTA (Regne Unit)                                              | Ref.          |   |
| 1 Premi                                                                | 2 Nominacions | . |
| 2005: Millor actor principal a la TV- Drama - Not But Always Guanyador |               |   |
| 2000: Millor actor secundari - Notting Hill                            |               |   |
| Festival de SevillaHill                                                | .             |   |
| 1 Premi                                                                | 1 Nominació   |   |
| 2010: Millor actor - Mr. Nice Guanyador                                |               |   |
| Premis Satellite Awards                                                | .             |   |
| 1 Nominació                                                            |               |   |
| 1999: Millor actor de repartiment - Comedia o Musical - Notting .      |               |   |